# Гравата (Пернамбуку)
Гравата (порт. Gravatá) — муниципалитет в Бразилии, входит в штат Пернамбуку. Составная часть мезорегиона Сельскохозяйственный район штата Пернамбуку. Входит в экономико-статистический микрорегион Вали-ду-Ипожука. Население составляет 71 581 человек на 2007 год. Занимает площадь 491,5 км².

## История
Город основан 15 марта 1893 года.

### Великая западная железная дорога
С 1881 по 1894 год была построена железная дорога между Ресифи и Граватой. Самой большой проблемой в этом проекте был горный ландшафт вокруг Граваты, для чего необходимо было построить много мостов и тоннелей. Мост Grota Funda, например, имеет длину 180 метров и высоту 48 метров. С 1945 по 1947 год железная дорога была реконструирована: железные мосты были заменены на железобетонные. С 1986 года железная дорога используется как туристический маршрут обзора захватывающего пейзажа вокруг неё.
Построенная железная дорога вызвала экономический подъем в штате, активизировалась торговля и туризм.
Английские инженеры на Великой Западной Железной Дороге устраивали танцы по выходным как для своего персонала, так и для населения в общем («for all»). По одной из теорий это явилось зарождением парного танца и музыкального направления Forró.

## Статистика
- Индекс развития человеческого потенциала на 2000 год составляет 0,654 (данные: Программа развития ООН).

## География
Климат местности: тропический. В соответствии с классификацией Кёппена, климат относится к категории Csa.

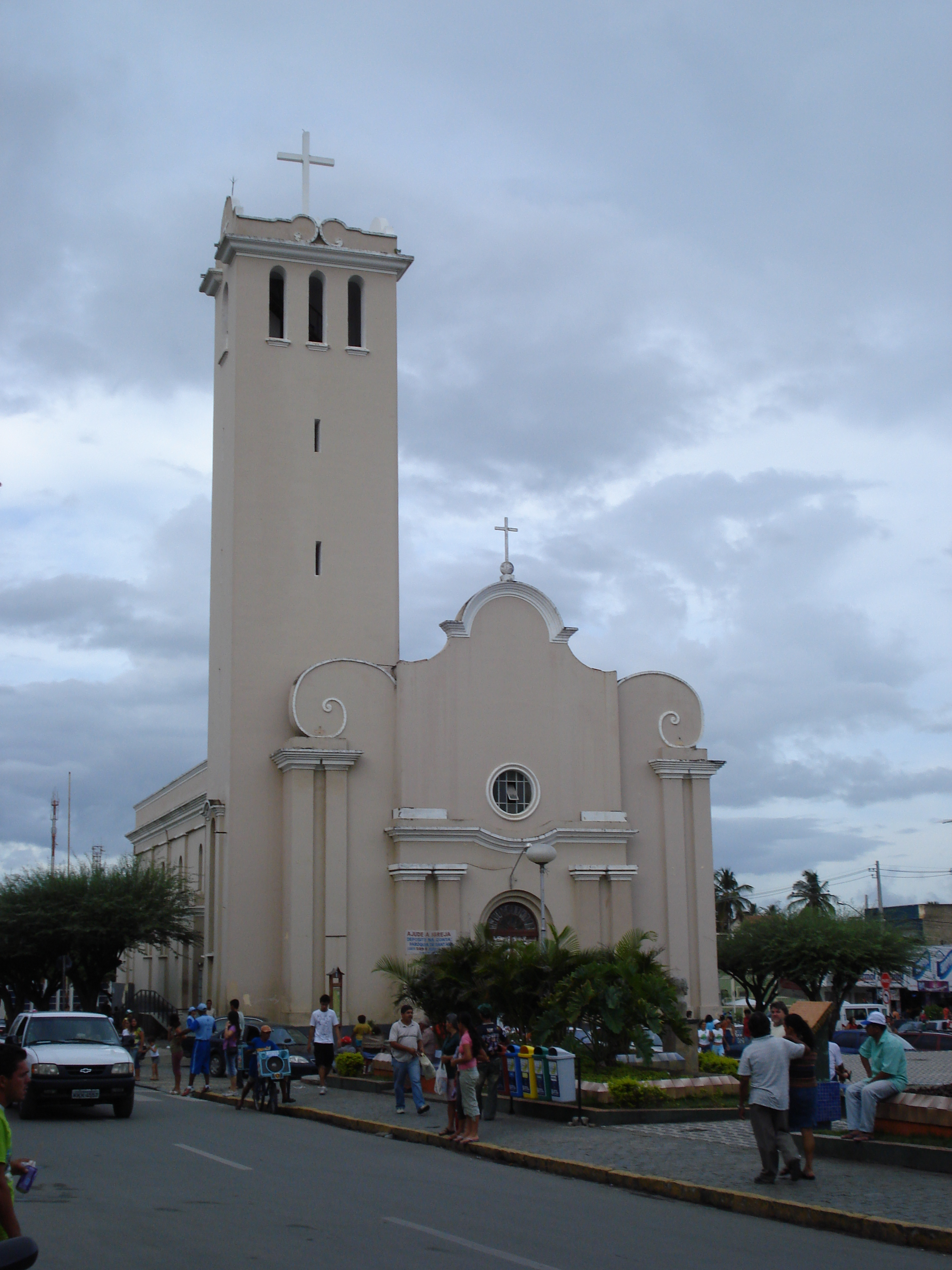
Собор